# The Usurer (film 1910)
The Usurer è un cortometraggio muto del 1910 diretto da David W. Griffith per la  Biograph Company.
Di genere drammatico, il film ha come protagonista un usuraio e l'ambiente in cui si muove. Griffith impiega molti dei suoi attori preferiti di quel periodo: vi appaiono Linda Arvidson (moglie di Griffith), George Nichols (nei panni del protagonista), Jeanie Macpherson, che tre anni dopo inizierà con successo una carriera di sceneggiatrice e la giovane Mary Pickford in quello di una ragazzina invalida.

## Trama
L'usuraio fa la bella vita alle spalle delle sue povere vittime, che si vedono confiscati i beni nel caso non riescano a pagare in tempo. Un giovane, angheriato dallo strozzino, giunge addirittura a togliersi la vita.
Ma il contrappasso non tarda a manifestarsi quando, un giorno, l'usuraio rimane accidentalmente chiuso all'interno del suo blindatissimo caveau, entro il quale viene ritrovato morto la mattina seguente.
La sorella (e presumibilmente erede) del defunto decide di cancellare ogni debito e di restituire i beni sequestrati. Il che non può essere di nessun sollievo, d'altra parte, per il suicida.

## Produzione
Il cortometraggio fu prodotto dalla Biograph Company. Venne girato - dal 10 al 15 luglio 1910 - a New York, negli studi Biograph della Quattordicesima Strada.

## Distribuzione
Distribuito dalla Biograph Company, il film - un cortometraggio in una bobina - uscì nelle sale cinematografiche statunitensi il 15 agosto 1910. 
Nel 2002, la Kino on Video ha pubblicato un'antologia in DVD dal titolo Griffith Masterworks: Biograph Shorts (1908-1914) della durata di 362 minuti che conteneva anche il cortometraggio in una versione di 18 minuti.

### Conservazione
Copia della pellicola viene conservata negli archivi della Library of Congress e in quelli del Museum of Modern Art. I diritti del film sono di pubblico dominio.